# Артишокова олія
Артишокова олія отримується з насіння артишоку. Схожа за складом з олією сафлору та соняшниковою олією. Має такі жирні кислоти:
| Жирні кислоти | Відсоток |
| ------------- | -------- |
| Лінолева      | 60%      |
| Олеїнова      | 25%      |
| Пальмітінова  | 12%      |
| Стеаринова    | 3%       |

Останнім часом, артишокова олія розглядається як можливе джерело біодизелю.